# 新传媒华语剧集列表
本条目列出由新加坡新传媒私人有限公司所出品的华语剧集。